# Ipolit Strâmbu
Ipolit Strâmbu (cu variantele Hipolit, Strâmbescu, Strâmbulescu) (n. 18 mai 1871, Bratilovu, România – d. 31 octombrie 1934, București, România) a fost un pictor român. Ipolit Strâmbu a fost bun prieten cu Barbu Ștefănescu Delavrancea, cu actorul Iancu Brezianu și cu Alexandru Vlahuță.

## Studii și carieră
Școala a făcut-o în satul Mărășești, centru de comună, cu popa Lungulescu și cu I. Samfirescu. A fost coleg cu fostul primar al comunei Titerlești, Nicolae Bistriceanu. La școală l-a pictat pe popa Lungulescu cum sta la catedră și acesta, văzându-i desenul, l-a încurajat să deseneze. 
A studiat la Școala de arte frumoase cu Theodor Aman și cu G.D. Mirea, apoi la München, cu Karl Marr. La Paris, unde și-a făcut studiile în anul 1900 a pus bazele societății "Tinerimea română".
La solicitarea lui Nicolae Grigorescu din anul 1891, Ipolit Strâmbu l-a ajutat să-și verniseze tablourile pe care acesta intenționa să le expună la o expoziție la Ateneu. Cu această ocazie s-a născut o simpatie reciprocă. Epigon al lui Nicolae Grigorescu, creația sa, bogată și variată ca genuri (portrete, peisaje, scene de gen, compoziții alegorice), se distinge printr-o notă idilică, prin preocuparea de a reda efectele de lumină, dovedind mai ales o bună cunoaștere a meșteșugului („Două prietene”, „Femei cosind”, etc.).
Ipolit Strâmbu a absolvit Școala de arte frumoase având ca lucrare de diploma compoziția mitologică Daphnis și Chloe. Debutul oficial în pictură îl face in anul 1895 prin participarea sa la Expoziția artiștilor în viață, ocazie cu care câștigă o medalie pentru un studiu. Deoarece veniturile pe care le câștiga din pictură erau insuficiente, participă la un concurs pentru ocuparea unui post de profesor de desen la Gimnaziul real din Craiova precum și la concursul „Marele premiu pentru străinătate”, pe care-l câștigă fiind premiat cu o bursă la München pentru înscrierea la cursurile Academiei Regale de Pictură, clasa profesorului Carl Marr. Aici se va afla sub puternica influență a artei lui Jusepe de Ribera.
În anul 1900 participă cu trei lucrări la Expoziția universală de Paris.
Ipolit Strâmbu a condus Școala de Arte Frumoase de la București și a fost unul dintre profesorii de la Școala de pictură de la Baia Mare (supranumită “Barbizonului estic”), fiind și fondatorul societății Tinerimea artistică (împreună cu Ștefan Luchian, Constantin Artachino, Nicolae Vermont). În ultimii ani de viață, a fost marginalizat, stilul său de pictură fiind considerat învechit.
Ipolit Strâmbu a fost autorul mai multor manuale de pedagogia picturii și manuale de desen și tehnica desenul. De asemenea s-a preocupat de organizarea unei școli de artă decorativă, de cursuri serale de pictură și a fost unul dintre primii organizatori al Muzeului național de artă populară.
A decedat în data de 31 octombrie 1934, la București, și a fost înmormântat la cimitirul Sf. Vineri în 2 noiembrie 1934.

## Cronologie

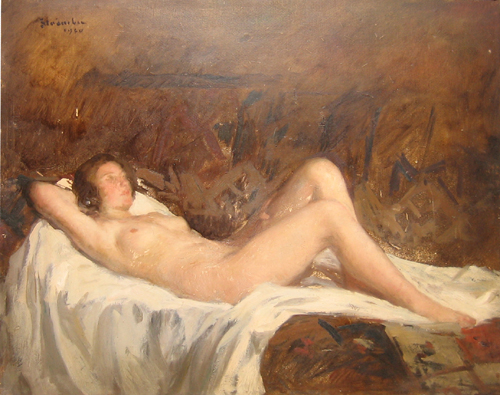
Nud

- 1871, mai, 18 – Se naște la Baia de Aramă, satul Bratilov
- 1889 – 1895 – urmează cursurile Școlii de Arte Frumoase, București cu George Demetrescu Mirea
- 1895 – este profesor de desen la Gimnaziul real din Craiova (Frații Buzești)
- 1896 – 1900 – câștigă o bursă  la Academia Regală de Pictură din München
- 1900 – merge la Expoziția Universală de la Paris cu 3 lucrări cu tematică semănătoristă (Portret de teatru, Suferință intimă, Pe stradă).
- 1901 – devine profesor de arte la Școala de Arte Frumoase din București.
- 1902 – participă la fondarea societății «Tinerimea Artistică» care avea ca membrii fondatori pe Ștefan Luchian, Constantin Artachino, Nicolae Vermont și Ipolit Strâmbu. Expune de acum permanent, timp de 30 de ani la toate expozițiile societății.
- 1908 – 1910 - creează lucrări cu tematică din viața satului pline de dramatism.
- 1910 (după) – abordează stilul simbolist și intimist.
- 1913 – obține Medalia Clasa I la Expoziția oficială a artiștilor în viață
- 1921 – 1925 – organizează expoziții personale în propriul atelier.
- 1923 – lucrează tot mai greu și se înbolnăvește
- 1924 – participă la Expoziția Internațională de la Veneția
- 1925 – participă la Expoziția Internațională de la Paris
- 1929 – organizează o expoziție retrospectivă
- 1934 – se stinge din viață.
- 1971 – i se organizează o expoziție retrospectivă (centenară) de către Muzeul de Artă din Craiova, ocazie în care sunt expuse 40 de picturi semnate de către Ipolit Strâmbu în perioada 1895 - 1930
- 1984 – i se organizează la Baia de Aramă o expoziție de către Muzeul de Artă din Drobeta Turnu-Severin.[5]

## Galerie imagini

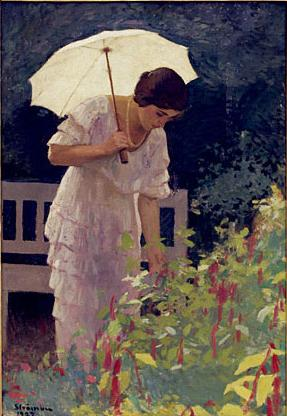
„Femeie cu umbrelă”
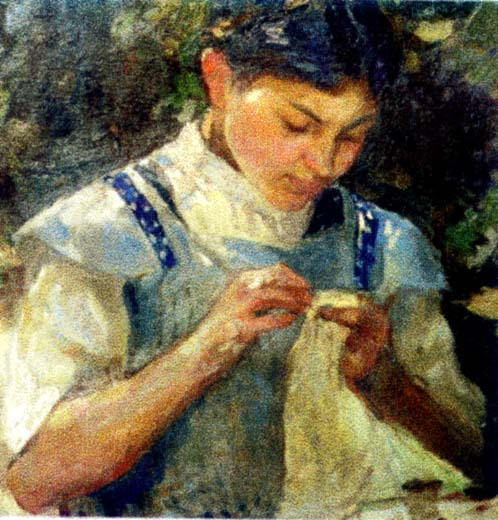
„Fetiţă cusând”
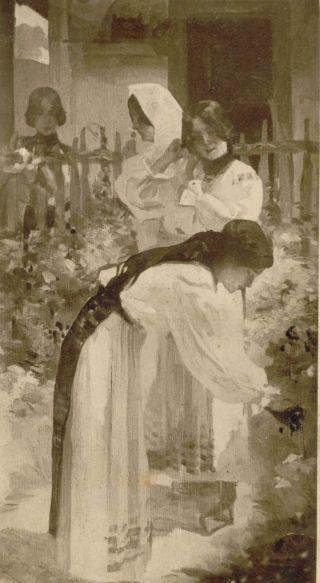
„Fete în grădină”
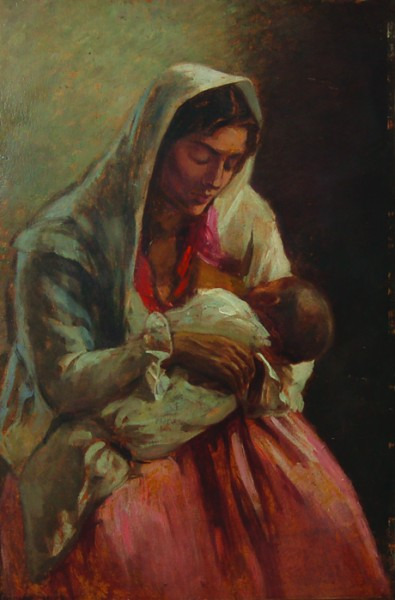
„Maternitate”
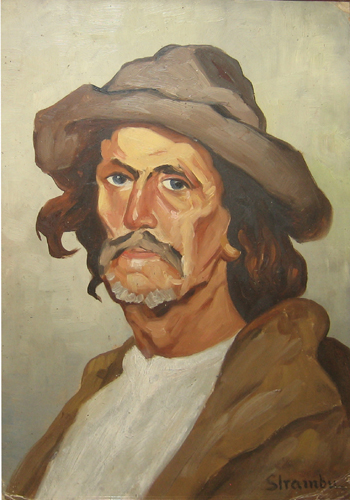
„Portretul unui ţăran”
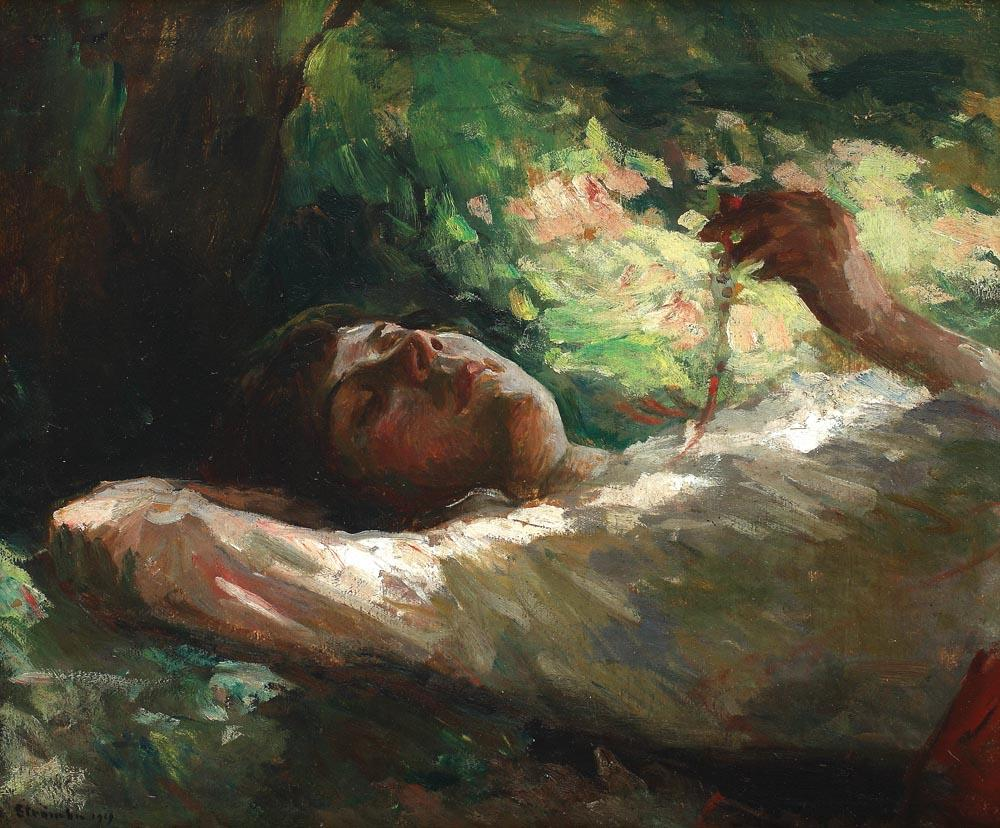
„Visare”
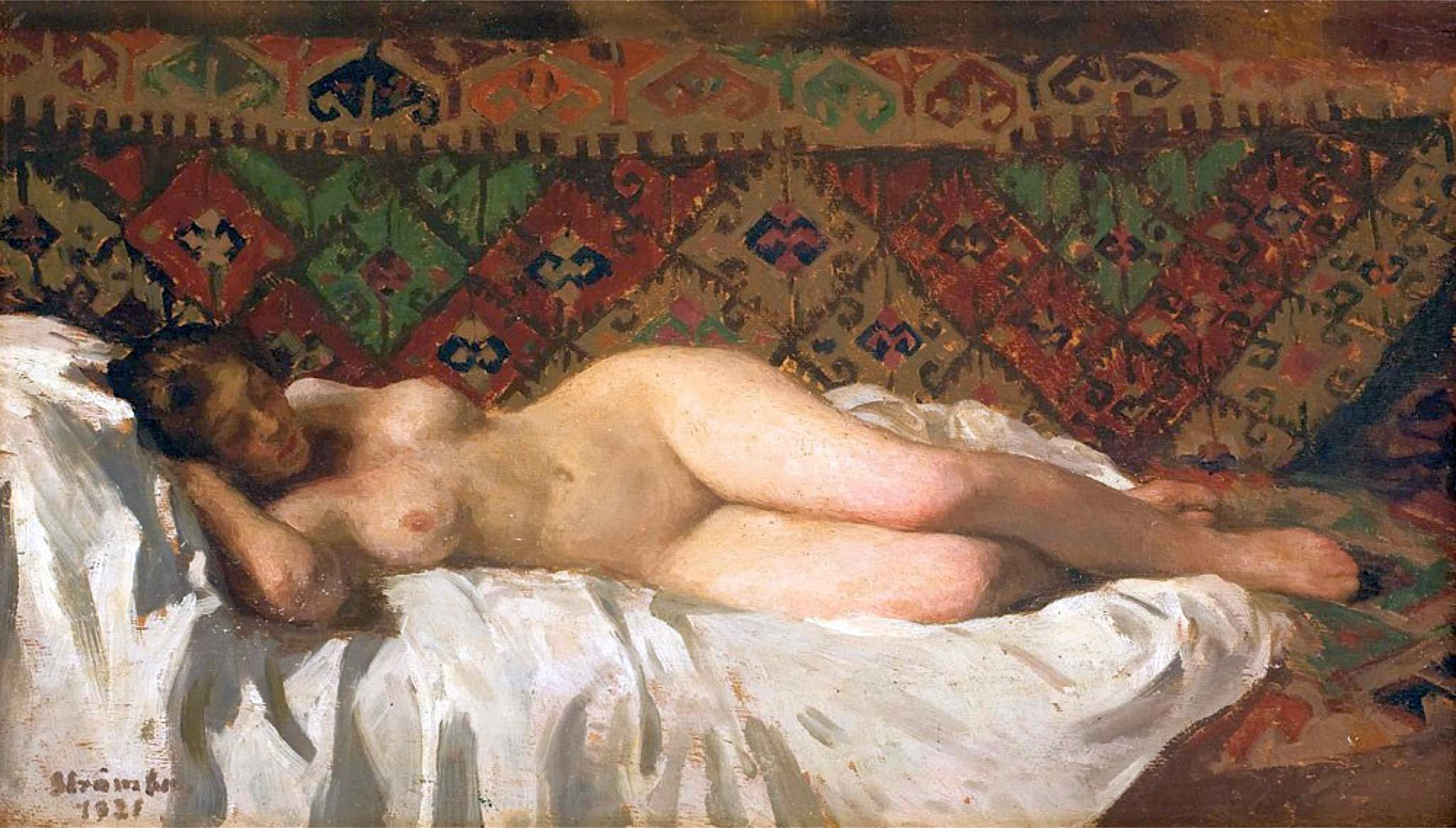
„Nud culcat pe fond de covor”
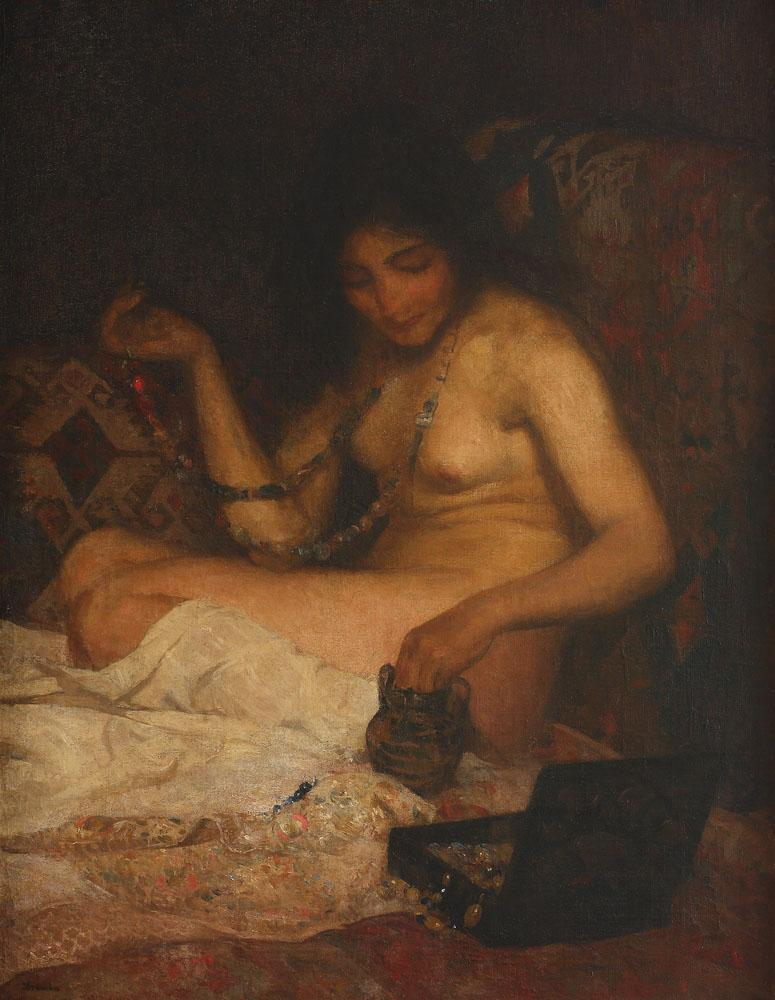
„Cochetărie”
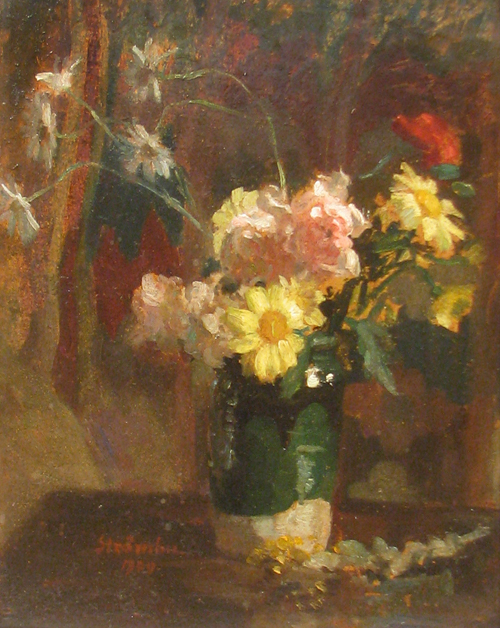
„Vas cu flori”
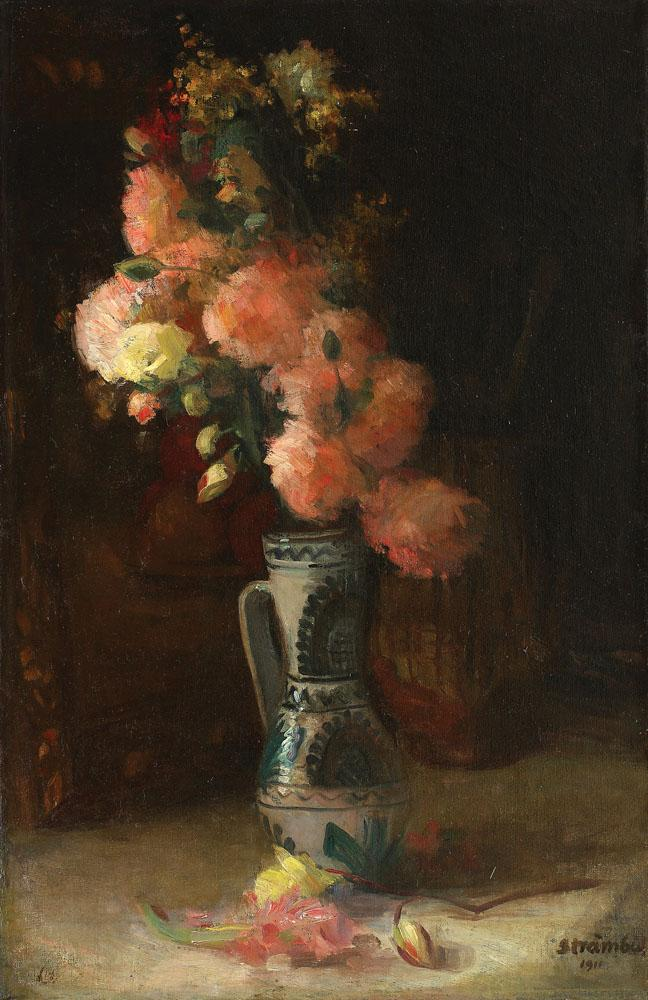
„Canceu cu trandafiri şi crizanteme”
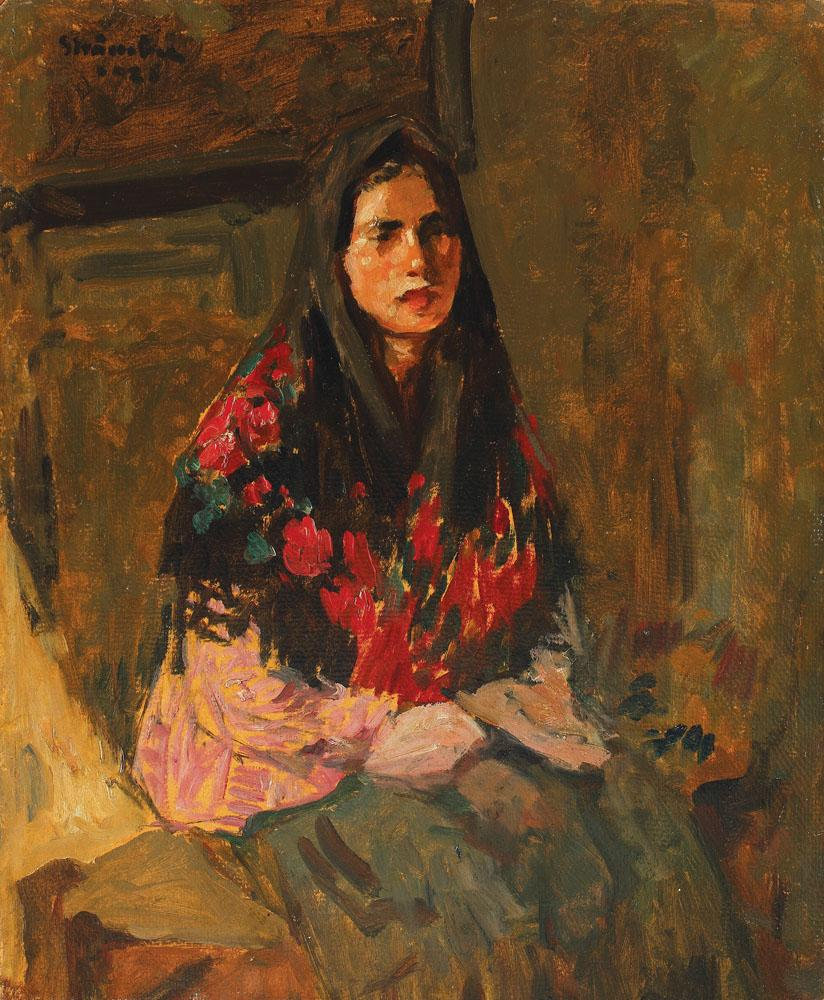
„Şalul înflorat”
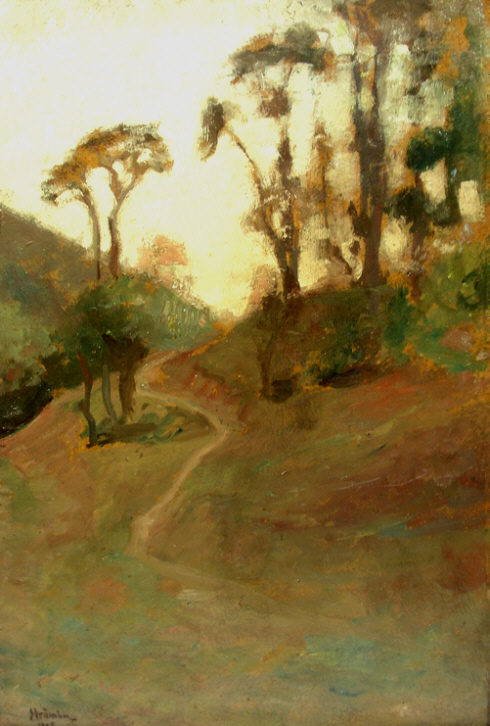
„Peisaj”